# IV Giochi del Mediterraneo
I IV Giochi del Mediterraneo si svolsero dal 21 al 29 settembre 1963 a Napoli, in Italia.

## Assegnazione e sviluppo delle infrastrutture
La manifestazione venne assegnata all'Italia dopo aver battuto la candidatura della Grecia, questo anche grazie al parere favorevole proprio del principe ereditario greco Costantino che era rimasto impressionato dall'accoglienza ricevuta quando nel 1960 gareggiò nel Golfo di Napoli nel corso delle Olimpiadi di Roma.
Napoli poté così ospitare per la prima volta una grande manifestazione sportiva e per lo sviluppo delle infrastrutture sportive della città partenopea il CONI e la Cassa per il mezzogiorno stanziarono rispettivamente un miliardo e mezzo milione di lire.
Per l'occasione furono edificati il Palazzetto dello sport Mario Argento e la Piscina Felice Scandone. Tre stadi cittadini furono oggetto di ristrutturazione: lo Stadio San Paolo, lo Stadio della Liberazione, che venne rinominato dedicandolo al giornalista Arturo Collana, e l'Alberico Albricci.

## Sedi di gara

Francobollo commemorativo

Francobollo commemorativo

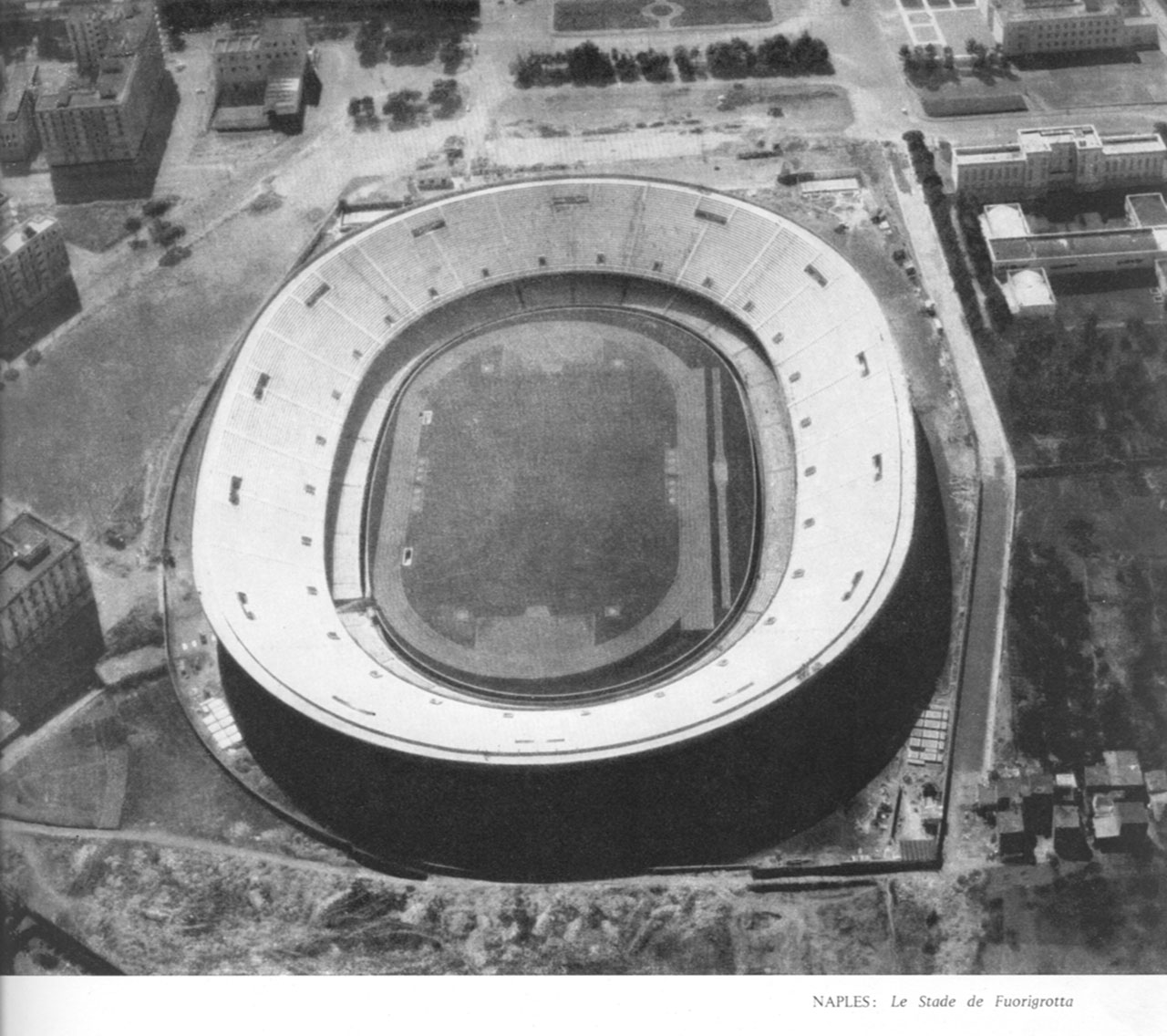
Foto aerea dello Stadio San Paolo.

Per i IV Giochi del Mediterraneo sono stati utilizzati i seguenti impianti sportivi.
| Città                          | Impianto                             | Capacità | Inaugurazione | Sport                 |
| ------------------------------ | ------------------------------------ | -------- | ------------- | --------------------- |
| Napoli                         | Stadio San Paolo                     | -        | -             | Cerimonia di apertura |
| Napoli                         | Stadio San Paolo                     | -        | -             | Cerimonia di chiusura |
| Napoli                         | Stadio San Paolo                     | -        | -             | Atletica leggera      |
| Napoli                         | Stadio San Paolo                     | -        | -             | Calcio                |
| Napoli                         | Piscina Felice Scandone              | -        | -             | Nuoto                 |
| Napoli                         | Piscina Felice Scandone              | -        | -             | Pallanuoto            |
| Napoli                         | Palazzetto dello sport Mario Argento | -        | -             | Pallacanestro         |
| Giugliano in Campania (Napoli) | Lago Patria                          | -        | -             | Canottaggio           |
| Benevento                      | Stadio Gennaro Meomartini            | -        | -             | Calcio                |
| Caserta                        | Stadio Alberto Pinto                 | -        | -             | Calcio                |
| Salerno                        | Stadio Comunale                      | -        | -             | Calcio                |

## Nazioni partecipanti
Parteciparono alla competizione 1 057 atleti provenienti da 13 distinti Paesi. Non poterono partecipare: l'Albania, perché non regolarizzò nei tempi stabiliti la propria iscrizione; e l'Algeria, poiché priva di comitato olimpico. La Libia rinunciò. Israele non venne invitata, in virtù del boicottaggio di alcuni Paesi arabi, fedeli alla linea anti-sionista del generale Gamal Abd el-Nasser.
- Rep. Araba Unita (144)
- Francia
- Grecia
- Italia
- Libano
- Marocco
- Malta
- Monaco
- Siria
- Spagna
- Tunisia
- Turchia
- Jugoslavia

## Le reazioni per il mancato invito di Israele
Il mancato invito d'Israele, oltre alle polemiche politiche, scatenò diverse reazioni da parte di alcune Federazioni sportive, poiché venne ritenuto contrario allo spirito olimpico.
Le federazioni dell'atletica pesante minacciarono di non inviare i loro atleti.
La Federazione internazionale dell'atletica leggera ritirò il riconoscimento dell'ufficialità alla manifestazione. Per ovviare al problema si giunse ad un compromesso: le competizioni di atletica leggera furono inserite nel programma dei Giochi sotto la forma di Meeting internazionale ed agli atleti vennero assegnate medaglie con dizione distinta da quelle assegnate agli sportivi delle altre discipline.

## Discipline sportive
Durante la manifestazione si tennero 93 eventi in 17 diversi sport:
- Atletica leggera (dettagli)
- Calcio (dettagli)
- Canottaggio (dettagli)
- Ciclismo (dettagli)
- Ginnastica artistica (dettagli)
- Hockey su prato (dettagli)
- Lotta (dettagli)
- Nuoto (dettagli)
- Pallacanestro (dettagli)
- Pallanuoto (dettagli)
- Pallavolo (dettagli)
- Pugilato (dettagli)
- Scherma (dettagli)
- Tennis (dettagli)
- Tiro (dettagli)
- Tuffi (dettagli)
- Vela (dettagli)

## Calendario
| ● | Cerimonia di apertura | ● | Competizioni | ● | Cerimonia di chiusura |

|                                            | Settembre |    |    |    |    |    |    |    |    |    |
| Sport                                      | 20        | 21 | 22 | 23 | 24 | 25 | 26 | 27 | 28 | 29 |
| Cerimonie                                  |           | ●  |    |    |    |    |    |    |    | ●  |
| Calcio                                     | ●         |    |    | ●  |    | ●  |    | ●  |    |    |
| Canottaggio                                |           |    |    |    |    |    |    |    | ●  |    |
| Ciclismo                                   |           |    | ●  |    | ●  | ●  | ●  |    | ●  |    |
| Ginnastica artistica                       |           |    | ●  | ●  |    |    |    |    |    |    |
| Hockey su prato                            |           |    | ●  | ●  | ●  | ●  | ●  |    |    |    |
| Lotta                                      |           |    |    |    | ●  | ●  |    | ●  |    |    |
| Nuoto                                      |           |    | ●  | ●  | ●  | ●  | ●  |    |    |    |
| Pallacanestro                              |           |    | ●  | ●  | ●  |    |    | ●  | ●  |    |
| Pallanuoto                                 |           |    | ●  | ●  | ●  | ●  | ●  |    |    |    |
| Pallavolo                                  |           |    |    |    | ●  | ●  | ●  | ●  | ●  |    |
| Pugilato                                   |           | ●  | ●  | ●  |    | ●  |    |    |    |    |
| Scherma                                    |           |    |    |    |    |    | ●  | ●  | ●  |    |
| Tennis                                     |           |    |    | ●  | ●  | ●  | ●  | ●  | ●  |    |
| Tiro                                       |           |    |    |    |    |    | ●  | ●  |    |    |
| Tuffi                                      |           |    |    | ●  | ●  | ●  | ●  |    |    |    |
| Vela                                       |           |    |    | ●  | ●  | ●  |    | ●  | ●  |    |
| Meeting Internazionale di atletica leggera |           |    |    |    |    |    |    |    |    |    |
| Atletica leggera                           |           |    |    |    |    |    |    | ●  | ●  |    |
| Settembre                                  | 20        | 21 | 22 | 23 | 24 | 25 | 26 | 27 | 28 | 29 |

## Cerimonia di apertura
La cerimonia d'apertura venne ideata da Magliano Galante, che si era già occupato di organizzare la cerimonia dei Giochi olimpici estivi di Roma 1960.  Si svolse il 21 settembre 1963, dalle 17:30, presso lo Stadio San Paolo, alla presenza del Presidente della Repubblica Italiana Antonio Segni. Sulle tribune furono presenti circa 50 000 spettatori. Suonarono tre bande militari e il coro del Teatro San Carlo. Per la prima volta venne eseguito l'inno dei Giochi scritto da Michele Galdieri e musicato da Gino Conte.
Durante la cerimonia sfilarono le tredici delegazioni nazionali, precedute da tre ragazze con vessilo rappresentante un Mediterraneo blu su sfondo bianco e dei cartelli rievocanti le precedenti edizioni dei Giochi (Alessandria d'Egitto 1951, Barcellona 1955 e Beirut 1959).
Dopo la sfilata degli atleti, su un podio lesse un discorso il Sindaco di Napoli e il presidente del comitato internazionale dei Giochi. Il Presidente Antonio Segni dichiarò poi aperta la manifestazione.
Si svolse quindi la cerimonia dell'acqua: le anfore contenenti le acque raccolte presso le sponde di ciascuno dei tredici Paesi partecipanti vennero versate dagli atleti in una grande vasca. Ad ogni anfora rovesciata nella vasca, prese vita uno zampillo in una fontana illuminata, posizionata in cima alla tribuna. I tredici zampilli rappresentarono idealmente ognuna delle delegazioni. Al termine vennero liberati tremila colombi che riempirono il cielo.
I tredici portabandiera si radunarono attorno al podio, sul quale salì l'alfiere italiano Fritz Dennerlein che lesse il giuramento:
Subito dopo la cerimonia si disputò la partita di calcio Italia-Tunisia.

## Le competizioni
L'Italia dominò le competizioni vincendo 42 medaglie d'oro sulle 93 assegnate, grazie in particolare ai suoi pugili (8 titoli), ai suoi atleti (8 titoli) e ai suoi ciclisti (5 titoli).
La Turchia si contraddistinse soprattutto nella lotta, dove vinse 10 medaglie d'oro.
I Giochi sono stati inoltre illuminati dalle esibizioni del tunisino Mohammed Gammoudi (vincitore dei 5 000 e dei 10,000 metri piani) e del maratoneta marocchino Bakir Benaïssa che, dopo aver vinto l'oro all'edizione di Beirut 1959, ha mantenuto il titolo concludendo la corsa con 10 minuti di vantaggio sugli avversari.